# NGC 4776
NGC 4776 (również NGC 4759A, PGC 43754 lub HCG 62B) – galaktyka soczewkowata znajdująca się w gwiazdozbiorze Panny. Wraz z sąsiednimi galaktykami NGC 4778, NGC 4761 i NGC 4764 należy do zwartej grupy Hickson 62 (HCG 62). Grupa Hickson 62 znajduje się w odległości około 200 milionów lat świetlnych od Ziemi i jest częścią większej grupy galaktyk LGG 313.
NGC 4776 wraz z NGC 4778 stanowi parę nakładających się na siebie (z perspektywy obserwatora na Ziemi) galaktyk skatalogowaną w New General Catalogue jako NGC 4759. Parę tę odkrył William Herschel 25 marca 1786 roku, jednak widział on ją w swoim teleskopie jako pojedynczy obiekt. John Herschel jako pierwszy dostrzegł, że są to dwa obiekty podczas obserwacji z 5 maja 1836 roku.
Mimo pozornej bliskości na niebie galaktyki NGC 4776 i NGC 4778 najprawdopodobniej nie oddziałują grawitacyjnie ze sobą. Spora różnica ich prędkości oddalania się od Słońca świadczy o tym, że mogą być od siebie oddalone nawet o 35 milionów lat świetlnych.